# 한스 알빈 라우터
요한 밥티스트 알빈 라우터(독일어: Johann Baptist Albin Rauter, 1895년 2월 4일 ~ 1949년 3월 24일)는 나치 독일의 슈츠슈타펠 사령관으로 네덜란드에서 친위대 경찰지도자를 역임했다.

## 생애
오스트리아-헝가리 제국의 클라겐푸르트에서 태어난 라우터는 1914년에 오스트리아 육군에 입대해 제1차 세계 대전 중 산악부대 중대장의 부관으로 종군하다가 1915년에 부상을 입어 전장에서 배제되어 1918년 7월에 예비역 중위로 퇴역했다. 전후인 1919년부터 1921년까지 의용군에서 활동한 후 오스트리아 사회주의 단체에 가입하여 그 리더가 되었다. 1933년에 사회주의 단체가 해산하면서 나치당에 입당한 라우터는 1935년까지 돌격대에 재직하면서 돌격대 대령까지 승진했다. 1935년 2월 20일에 친위대로 이적한 그는 친위대 상급대령의 계급이 주어져 하인리히 힘러의 측근이 되어 특무장교로 일했다. 1936년 4월에 친위대 본부에서 잠시 근무하다가 힘러의 부관으로서 1938년까지 일한 라우터는 이후 친위대 남동지구 사령관으로 일했다. 제2차 세계 대전으로 독일군이 네덜란드를 점령하자 1940년 6월 26일에 친위대 소장계급으로서 네덜란드 주둔 친위대 사령관 및 경찰지도자로 임명된 라우터는 이후 독일의 패전까지 그 직위를 유지했다. 국가변무관으로서 네덜란드의 통치를 담당했던 아르투어 자이스잉크바르트와 함께 네덜란드에서 이루어진 유대인 탄압에 직접적인 책임을 담당했다. 라우터는 유대인을 죽음의 수용소로 보내기 전 임시로 수용하는 임시수용소를 짓고 이송열차로 네덜란드에 거주하는 유대인을 확보하여 아우슈비츠 수용소 등지로 보냈는데, 안네 프랑크도 그 희생자의 한 명이었다. 라우터는 약 3만 이상의 유대인을 수용소로 보냈다. 1945년 3월 6일 밤에 승용차로 이동하던 라우터는 독일군으로 위장한 레지스탕스의 습격을 받았지만 자신은 목숨을 건졌다. 전후 영국군의 포로가 된 라우터는 네덜란드 정부에 신병이 인계되고 재판에 회부되어 1949년 1월 12일에 전쟁범죄 혐의로 사형을 선고받아 3월 25일에 총살형에 처해졌다.